# Kremikowci
Kremikowci (bułg. Кремиковци) – bułgarskie przedsiębiorstwo metalurgiczne funkcjonujące w latach 1963–2009.
Decyzję o uruchomieniu huty w Sofii podjęto w 1956 roku, działalność produkcyjną rozpoczęto w 1963. Huta była wielokrotnie rozbudowywana stając się największym przedsiębiorstwem w Bułgarii. W 1982 roku, po śmierci Leonida Breżniewa, zakładom nadano jego imię. 
Po upadku komunizmu w Bułgarii, spółka popadła w problemy finansowe. W 1999 roku rząd sprywatyzował ją, sprzedając 71% udziałów firmie Bulgarian Finmetals Group za symbolicznego 1$. W 2005 roku Finmetals została kupiona przez przedsiębiorstwo Global Steel Holding należące do Pramoda Mittala (młodszego brata Lakshmi Mittala). Nowi właściciele nie byli w stanie sfinansować inwestycji koniecznych do spełnienia wymogów środowiskowych i funkcjonowania zakładu, pod koniec 2007 roku jego zadłużenie sięgało 1,26 mld $. Poszukiwania inwestora strategicznego prowadzone zarówno przez GSH, jak i rząd Bułgarii nie przyniosło skutku, mimo że spółką interesowało się amerykańskie przedsiębiorstwo U.S. Steel, a także ukraińscy przedsiębiorcy Rinat Achmetow i Kostiantyn Żewaho.
W maju 2009 zatrzymano produkcję na wydziale wielkich pieców i koksochemicznym. 